# شهرستان داوسن (جورجیا)
شهرستان داوسن، جورجیا (به انگلیسی: Dawson County, Georgia) یک سکونتگاه مسکونی در ایالات متحده آمریکا است که در جورجیا واقع شده‌است.